# Іонов Анатолій Семенович
Анатолій Семенович Іонов (рос. Анатолий Семёнович Ионов; 23 травня 1939, Ногінськ Московська область — 12 травня 2019, Електросталь) — радянський хокеїст, що грав на позиції крайнього нападника. Олімпійський чемпіон. Заслужений майстер спорту (1965)

## Ігрова кар'єра
Виступав за команди «Кристал» (Електросталь), «Крила Рад» (Москва) і ЦСКА (Москва). П'ятиразовий чемпіон СРСР, чотиразовий володар національного кубка. У вищій лізі провів понад 300 матчів, закинув 139 шайб.
У складі збірної СРСР дебютував 17 січня 1964 року проти команди Канади (2:1). Першу шайбу закинув через чотири дні у ворота збірної США. Переможець Олімпійських ігор 1968 року і двох чемпіонатів світу (1966, 1967). Всього за збірну Радянського Союзу провів 51 матч (14 голів).
У 80-90-х роках очолював «Кристал» (Електросталь).

## Досягнення
- Олімпійський чемпіон (1): 1968
- Чемпіон світу (3): 1966, 1967, 1968
- Чемпіон Європи (3): 1966, 1967, 1968
- Чемпіон СРСР (5): 1964, 1965, 1966, 1968, 1970
- Срібний призер (3): 1958, 1967, 1969
- Бронзовий призер (1): 1959
- Володар кубка СРСР (4): 1966, 1967, 1968, 1969

## Статистика
| Рік  | Команда | Турнір | І | Г | П | О | ШХ | Місце |
| ---- | ------- | ------ | - | - | - | - | -- | ----- |
| 1965 | СРСР    | ЧС     | 7 | 4 | 4 | 8 | 6  |       |
| 1966 | СРСР    | ЧС     | 1 | 0 | 0 | 0 | 2  |       |
| 1968 | СРСР    | ОІ     | 6 | 1 | 2 | 3 | 2  |       |